# Diócesis de Świdnica
La diócesis de Świdnica (en latín: Dioecesis Suidnicien(sis) y en polaco: Diecezja świdnicka) es una circunscripción eclesiástica de la Iglesia católica en Polonia. Se trata de una diócesis latina, sufragánea de la arquidiócesis de Breslavia. Desde el 31 de marzo de 2020 su obispo es Marek Mendyk.

## Territorio y organización

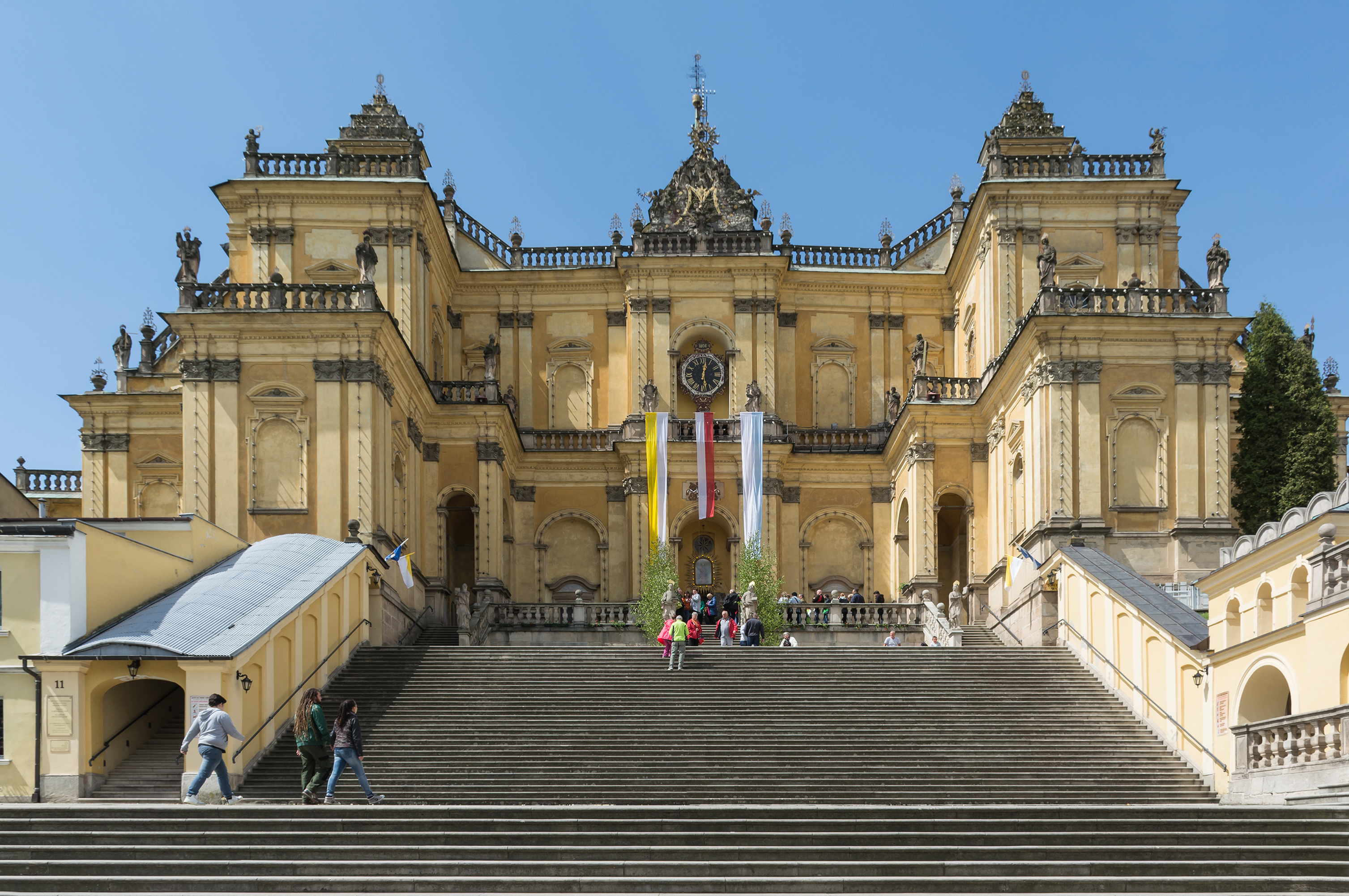
Basílica de la Visitación de la Santísima Virgen María, Santuario de la Reina de las Familias, Wambierzyce

La diócesis tiene 4060 km² y extiende su jurisdicción sobre los fieles católicos de rito latino residentes en parte sudoriental del voivodato de Baja Silesia.

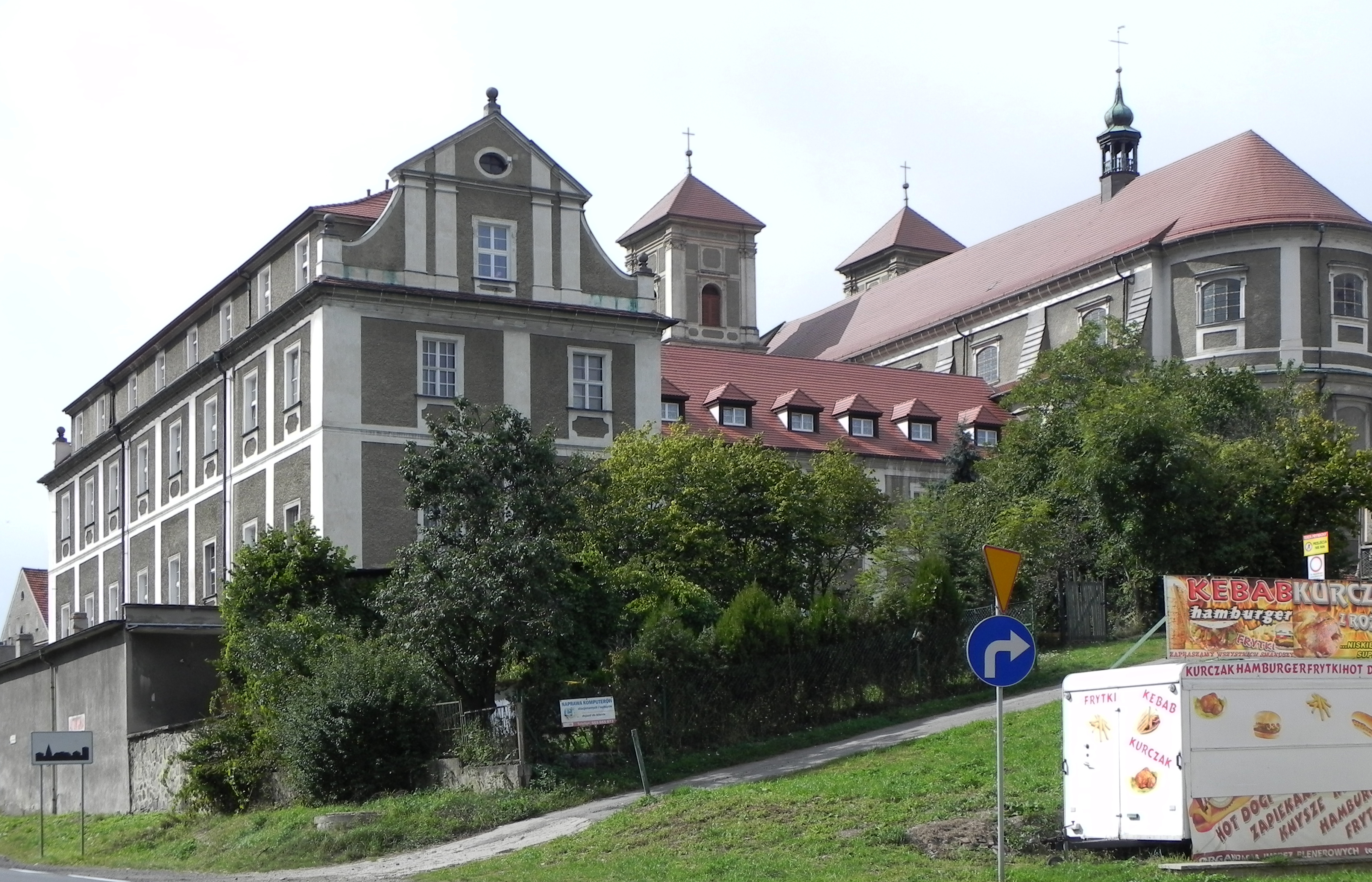
Basílica de la Visitación de la Santísima Virgen María, Bardo

La sede de la diócesis se encuentra en la ciudad de Świdnica, en donde se halla la Catedral de San Estanislao y San Wenceslao. En el territorio de la diócesis hay tres basílicas menores: la basílica de la Visitación de la Santísima Virgen María, santuario de la Reina de las Familias, en Wambierzyce, la basílica de la Visitación de la Santísima Virgen María, en Bardo, y la basílica de los Santos Pedro y Pablo, en Strzegom.
En 2022 en la diócesis existían 191 parroquias agrupadas en 24 decanatos: Bielawa, Bolków, Bystrzyca Kłodzka, Dzierżoniów, Głuszyca, Kamieniec Ząbkowicki, Kłodzko, Kudowa-Zdrój, Lądek-Zdrój, Międzylesie, Nowa Ruda, Nowa Ruda-Słupiec, Piława Górna, Polanica-Zdrój, Strzegom, Świdnica - Wschód, Świdnica - Zachód, Świebodzice, Wałbrzych - Północ, Wałbrzych - Południe, Wałbrzych - Zachód, Ząbkowice Śląskie - Północ, Ząbkowice Śląskie - Południe y Żarów.

## Historia
La diócesis fue erigida el 24 de febrero de 2004 mediante la bula Multos fructus del papa Juan Pablo II, obteniendo el territorio de la arquidiócesis de Breslavia y de la diócesis de Legnica.

## Estadísticas
Según el Anuario Pontificio 2023 la diócesis tenía a fines de 2022 un total de 530 208 fieles bautizados.
| Año                                                                             | Población            | Población | Población      | Sacerdotes | Sacerdotes    | Sacerdotes    | Bautizados por sacerdote | Diáconos permanentes | Religiosos | Religiosos | Parroquias |
| Año                                                                             | Bautizados católicos | Total     | % de católicos | Total      | Clero secular | Clero regular | Bautizados por sacerdote | Diáconos permanentes | Varones    | Mujeres    | Parroquias |
| ------------------------------------------------------------------------------- | -------------------- | --------- | -------------- | ---------- | ------------- | ------------- | ------------------------ | -------------------- | ---------- | ---------- | ---------- |
| 2004                                                                            | 653 140              | 687 514   | 95.0           | 366        | 298           | 68            | 1784                     |                      | ?          | 508        | 184        |
| 2010                                                                            | 667 608              | 678 000   | 98.5           | 406        | 328           | 78            | 1644                     |                      | 92         | 444        | 188        |
| 2014                                                                            | 621 000              | 637 000   | 97.5           | 414        | 330           | 84            | 1500                     |                      | 123        | 421        | 190        |
| 2017                                                                            | 606 100              | 622 000   | 97.4           | 416        | 340           | 76            | 1456                     |                      | 118        | 394        | 191        |
| 2020                                                                            | 525 720              | 620 000   | 84.8           | 421        | 342           | 79            | 1248                     |                      | 119        | 369        | 191        |
| 2022                                                                            | 530 208              | 625 232   | 84.8           | 396        | 325           | 71            | 1338                     | 1                    | 106        | 369        | 191        |
| Fuente: Catholic-Hierarchy, que a su vez toma los datos del Anuario Pontificio. |                      |           |                |            |               |               |                          |                      |            |            |            |

## Episcopologio
- Ignacy Dec (24 de febrero de 2004-31 de marzo de 2020 retirado)
- Marek Mendyk, desde el 31 de marzo de 2020